# 안다고 말하지 마라
"안다고 말하지 마라"(Don't Even Think You Know)는 한국에서 제작된 송혜진 감독의 2002년 드라마 영화이다. 김영선 등이 주연으로 출연하였다.

## 출연

### 주연
- 김영선
- 김도형

## 기타
- 조명: 김민성
- 조감독: 김정찬
- 조감독: 신지혜
- 동시녹음: 송예진
- 믹싱: 김미라